# 4964 Kourovka
4964 Kourovka је астероид главног астероидног појаса са средњом удаљеношћу од Сунца која износи 2,262 астрономских јединица (АЈ).
Апсолутна магнитуда астероида је 13,6.